# Swaziland i olympiska sommarspelen 1984
Swaziland deltog med åtta deltagare vid de olympiska sommarspelen 1984 i Los Angeles. Ingen av landets deltagare erövrade någon medalj.

## Friidrott
Herrarnas maraton
- Samuel Hlawe — 2:22:45 (→ 45:e plats)